# Acontia mizteca
Acontia mizteca là một loài bướm đêm trong họ Noctuidae.